# Xã Montpelier, Quận Muscatine, Iowa
Xã Montpelier (tiếng Anh: Montpelier Township) là một xã thuộc quận Muscatine, tiểu bang Iowa, Hoa Kỳ. Năm 2010, dân số của xã này là 869 người.